# Интервенция в Синьцзян
Интервенция в Синьцзян — операция советских войск против китайской армии на северо-западе Синьцзяна в 1934 году, проведённая по запросу правительства Шэн Шицая.

## Предыстория
К концу 20-х годов XX века положение народов Синьцзяна сильно ухудшилось. Разгорелась народно-освободительная война. Причинами восстания стали рост налогообложения (за счет увеличения старых и введения новых податей), резкое ухудшение положения крестьян в связи с падением цен на продукты и повышением на импортные товары, политика ассимиляции коренного населения Хами путём переселения в Синьцзян демобилизованных солдат китайской армии.
Восстание началось в апреле 1931 года стихийным выступлением в Хамийском уезде. Выступление было поддержано населением Баркуля, Турфана и Гучена. Его возглавили князья, байи и купечество, выдвинувшие лозунг создания независимой (от Китая) Туркестанской исламской республики.
9 января 1933 года повстанческие отряды из Турфана двинулись к Урумчи. 10 января этого же года китайское командование бросило против них все силы, но они не смогли выполнить своих задач. В конце февраля 1933 повстанцы осадили Урумчи. 12 апреля 1933 ставленник Гоминьдана в Нанкине У Чжунсинь был свергнут, и власть в Урумчи перешла к Шэн Шицаю, который опирался на полк из бывших белогвардейцев под командованием полковника Папенгута. К 1934 году войска Ма Чжунъина были почти разгромлены Шэн Шицаем во время сражения при Урумчи. В январе 1934 Шэн Шицай добился поддержки СССР в войне.

## Начало интервенции в Синьцзян
В ноябре 1933 года на территорию Синьцзяна были введены советские войска. Их действия определялись как особая операция Главного управления пограничной охраны и войск ОГПУ. Руководил ею начальник ГУПО и В/ОГПУ М. П. Фриновский, затем сменивший его Н. К. Кручинкин. Кроме того, Советский Союз финансировал участие белогвардейских отрядов в боях на стороне Синьцзянского правительства. К этому времени войска Шэня Шицая были сильно потрепаны гарнизоном города Кульджа, 36-й дивизией НРА (Народной Револционной армии, Гоминьдана) и «китайскими мусульманами» под командованием Чжана Пэйюаня и Ма Чжунъина.
Под давлением 36-й дивизии НРА была остановлена поставка военной техники армии Шэня. «Китайские мусульмане» задержали элитные войска противника на 30 дней.
Вскоре Чан Кайши собрал экспедиционные силы во главе с Хуаном Шаохуном, которые были отправлены на помощь войскам Ма Чжунъина.

### Сражение при реке Тутунь
В 1934 году две бригады НКВД СССР численностью 7000 человек при поддержке бронетанковых подразделений, авиации и артиллерии напали на 36-ю дивизию НРА (Гоминьдана) близ реки Тутунь, в результате сражения 36-я дивизия была разгромлена. Тяжёлые потери понесли китайские и советские войска, однако войска Ма Чжунъина отступили.

### Битва за Даван Чэн
Ма Чжунъин преследовал бывшие белогвардейские, монгольские войска и китайских коллаборационистов, двигаясь на север по Дабаньчэну. Вскоре он развернул свои силы обратно и наткнулся на советскую бронеколонну, которую вскоре уничтожил. После сражения они скинули уничтоженные бронемашины с горы. Но когда бывшие белые подоспели к месту стычки, то войска Ма Чжунъина отступили.
Во время битвы за Даван Чэн Ма Чжунъин попытался последний раз вернуть инициативу в свои руки. Его солдаты выкопали окопы в узком горном перевале и ожесточенным сопротивлением остановили продвижение советских войск на несколько недель. Но бомбардировки бомбами с химическим оружием (ипритом), нанесшие потери китайским войскам около 20 %, заставили его войска в конце февраля 1934 года отступить в Турфан.

### Конец интервенции
Советско-китайские войска начали отступление из Синьцзяна, двигаясь в Корлу через Карашар, и с торгутами находились в Корле уже 16 марта 1934 года.
Один из бывших белогвардейцев вспоминал: «Мы ехали сюда из Кара-Шахри целый день, войска двигались за войсками. Две тысячи русских — половина белые, половина красные. Здесь тысячи торгутов; и эти две тысячи военных прошли маршем к Куче атаковать войска Ма Чжунъина, остановившись в Корне. Большинство из них завтра атакует противника на западе. Когда мы начали марш от Урумчей, нас было пять тысяч».
Вскоре Ма Чжунъин послал вперед передовой отряд из 800 человек под командованием Ма Фуяня, чтобы сразиться с просоветскими уйгурами Хои Нияза и для помощи в уничтожении Восточно-Туркестанской Исламской республики, где сражались войска Ма Чжунцана. 
Томсон-Гловер заявил, что СССР поставил Хое Ниязу «около 2.000 винтовок с боеприпасами, несколько сотен бомб и 3 пулемета.»
Просоветские уйгуры потерпели поражение от 800 «китайских мусульман-дунган» под Аксу, и 13 января 1934 года бежали в Кашгар с полуторатысячным войском. 
Во время битвы за Кашгар (юг Синьцзяна) они не смогли разгромить «китайских мусульман». 800 «китайских мусульман» вместе с 1200 призывниками разгромили Восточно-Туркестанскую армию численностью 10 000 человек.
Войска Ма Чжунъина преследовали силы бывших белогвардейцев, монголов и Шэн Шицая. 
Ма Чжунъин передал британскому консульству, которое находилось в Кашгаре, что немедленно требуются дополнительные войска, и он намерен защищать Синьцзян до последней капли крови. 
Войска Ма укрепились в Маралбаши и Пайзивате. Были созданы оборонительные сооружения для защиты от врага. Антипровинциальными силами руководил Ма Хушань, командир 36-й дивизии НРА (Гоминьдана). В июне продолжалась бомбардировка Маралбаши, Ма Чжунъин приказал отойти из Кашгара в Хотан. Но по неизвестным причинам он пересек советско-китайскую границу и пропал без вести.
Советские войска вышли из Синьцзяна в конце апреля 1934 года.

## Итоги
После выхода советских войск в Синьцзяне остался кавалерийский полк численностью около 1000 человек с танками и артиллерией и несколько десятков военных советников. В событиях, развернувшихся в Синьцзяне, бывшие белогвардейцы сыграли одну из важнейших ролей. Их помощь повлияла на ход восстания и его результаты. Во многих сражениях белоказачьи части участвовали совместно с советскими подразделениями. В ноябре 1934 года из четырех полков и конного артиллерийского дивизиона был создан один полк.